# Lars Arne Nilsen
Lars Arne Nilsen (Sotra, 6 aprile 1964) è un allenatore di calcio ed ex calciatore norvegese, di ruolo centrocampista.

## Biografia
È il padre di Sivert Heltne Nilsen, calciatore professionista.

## Carriera

### Giocatore

#### Club
Nilsen ha vestito la maglia del Sogndal dal 1989 al 1990, giocando 17 partite e mettendo a segno 3 reti nella 1. divisjon, all'epoca massima divisione norvegese.

### Allenatore
Nel 2008, è diventato allenatore dell'Hødd: prima assieme ad Einar Skeide, poi da solo (dal 2010). Nel campionato 2008, ha preso in carico la squadra dal mese di agosto, ma non è riuscito a salvarla dalla retrocessione. Ha vinto la 2. divisjon 2010 e ha riportato quindi l'Hødd nella categoria superiore, conducendolo poi alla salvezza l'anno seguente. Nel 2012, l'Hødd ha chiuso la stagione al 12º posto finale, rischiando la retrocessione fino all'ultima giornata. È arrivato fino alla finale del Norgesmesterskapet 2012, dove si è trovato ad affrontare il Tromsø. Nel corso della sfida, dopo alcune difficoltà iniziali, l'Hødd è riuscito a trovare la rete del vantaggio con Kjell Rune Sellin. Il portiere Ørjan Nyland, autore di un'ottima prestazione, è riuscito a mantenere in vantaggio la sua squadra, negando il gol ad Ole Martin Årst prima e Zdeněk Ondrášek poi. Ad una manciata di minuti dal fischio finale, però, Saliou Ciss ha trovato la rete del pareggio. Anche durante i tempi supplementari, l'incontro è rimasto sul punteggio di 1-1. Sono stati così necessari i calci di rigore per decretare il vincitore: Andreas Rekdal ha segnato quello decisivo e, approfittando dell'errore di Ciss, ha consegnato la coppa all'Hødd di Nilsen, che si è aggiudicato il trofeo per la prima volta nella sua storia. In virtù di questo successo, la squadra ha partecipato all'Europa League 2013-2014, ma la formazione di Nilsen è stata eliminata nel secondo turno di qualificazione dai kazaki dell'Aqtöbe. Il 13 novembre 2013, ha manifestato ufficialmente la volontà di lasciare il club, con un anno d'anticipo sulla scadenza del contratto.
Il 29 maggio 2015 è stato scelto come nuovo allenatore del Brann, subentrando all'esonerato Rikard Norling: ha firmato un contratto valido sino al termine dell'annata in corso. Il 21 ottobre 2015, in virtù della vittoria del Sogndal sul Kristiansund nel recupero della 27ª giornata di campionato, il Brann ha matematicamente conquistato la promozione in Eliteserien con due giornate d'anticipo sulla fine della stagione. Il 2 novembre ha allora rinnovato il contratto che lo legava al Brann per altre tre stagioni. Il 24 ottobre 2016 ha ricevuto la candidatura come miglior allenatore del campionato al premio Kniksen, che si è poi aggiudicato. L'8 dicembre 2016 ha rinnovato il contratto che lo legava al Brann fino al 31 dicembre 2019.
Il 3 agosto 2020, Nilsen è stato esonerato.
Il 25 agosto 2020 ha firmato un contratto valido fino al 31 dicembre 2023 con l'Aalesund. Il 4 maggio 2023 è stato sollevato dall'incarico.
Il 1º luglio 2023 è stato chiamato alla guida dello 07 Vestur, club faroese, con un contratto valido per un anno e mezzo.

## Palmarès

### Allenatore

#### Club
- Coppa di Norvegia: 1

Hødd: 2012
- 2. divisjon: 1

Hødd: 2010 (gruppo 2)

#### Individuale
- Allenatore dell'anno del campionato norvegese: 1

2016